# MIM-3 Nike Ajax
El Nike Ajax fue un misil tierra-aire (SAM) guiado estadounidense desarrollado por Bell Labs para el ejército de los Estados Unidos. Fue el primer misil tierra-aire guiado operativo del mundo. El Nike Ajax fue diseñado para atacar aviones bombarderos convencionales que volaban a altas velocidades subsónicas (por debajo de la velocidad del sonido) y altitudes superiores a 50.000 pies (15 km). Nike entró en servicio en 1954 y se desplegó inicialmente en los Estados Unidos para defenderse de posibles ataques de bombarderos soviéticos, aunque luego se desplegó en el extranjero para proteger bases militares estadounidenses y también se vendió a varios ejércitos aliados. Algunos ejemplos permanecieron en uso hasta la década de 1970.
Originalmente conocido simplemente como "Nike", ganó el "Ajax" como parte de un esfuerzo de cambio de nombre en 1956 que resultó de la introducción del Nike Hercules de nombre similar. Inicialmente se le dio el identificador SAM-A-7 (Tierra-aire, Ejército, diseño 7) como parte de uno de los primeros sistemas de identificación de tres servicios, pero luego se cambió a MIM-3 (Misil interceptor móvil, diseño 3) en 1962.
El desarrollo tecnológico durante la década de 1950 rápidamente dejó obsoleto al MIM-3. No podía defenderse contra bombarderos más capaces o múltiples objetivos en formación, y tenía un alcance relativamente corto. Incluso mientras Nike estaba siendo desplegado, estas preocupaciones llevaron a los contratos para el MIM-14 Nike Hercules, muy mejorado, que comenzó a desplegarse en 1959. A medida que Hércules se desarrolló, la amenaza pasó de los bombarderos a los misiles balísticos intercontinentales, y el proyecto LIM-49 Nike Zeus antimisiles balísticos comenzó a abordar estos problemas. Todos los proyectos de Nike fueron dirigidos por Bell Labs, debido a sus primeros trabajos en sistemas de guía por radar durante la Segunda Guerra Mundial.
Como parte del programa de desarrollo de Nike Ajax, se diseñó un nuevo motor de cohete de combustible sólido utilizado como propulsor del misil. Originalmente se había diseñado para los misiles de la Armada de los Estados Unidos y se amplió para los esfuerzos de Nike. El cohete fue tan útil que encontró numerosas aplicaciones fuera del mundo militar cuando los misiles Ajax fueron desmantelados en los años 1960. Muchos cohetes sonoros utilizaron el propulsor como primera o segunda etapa, y muchos de ellos utilizaron "Nike" en su nombre.